# Эфиромасличные растения

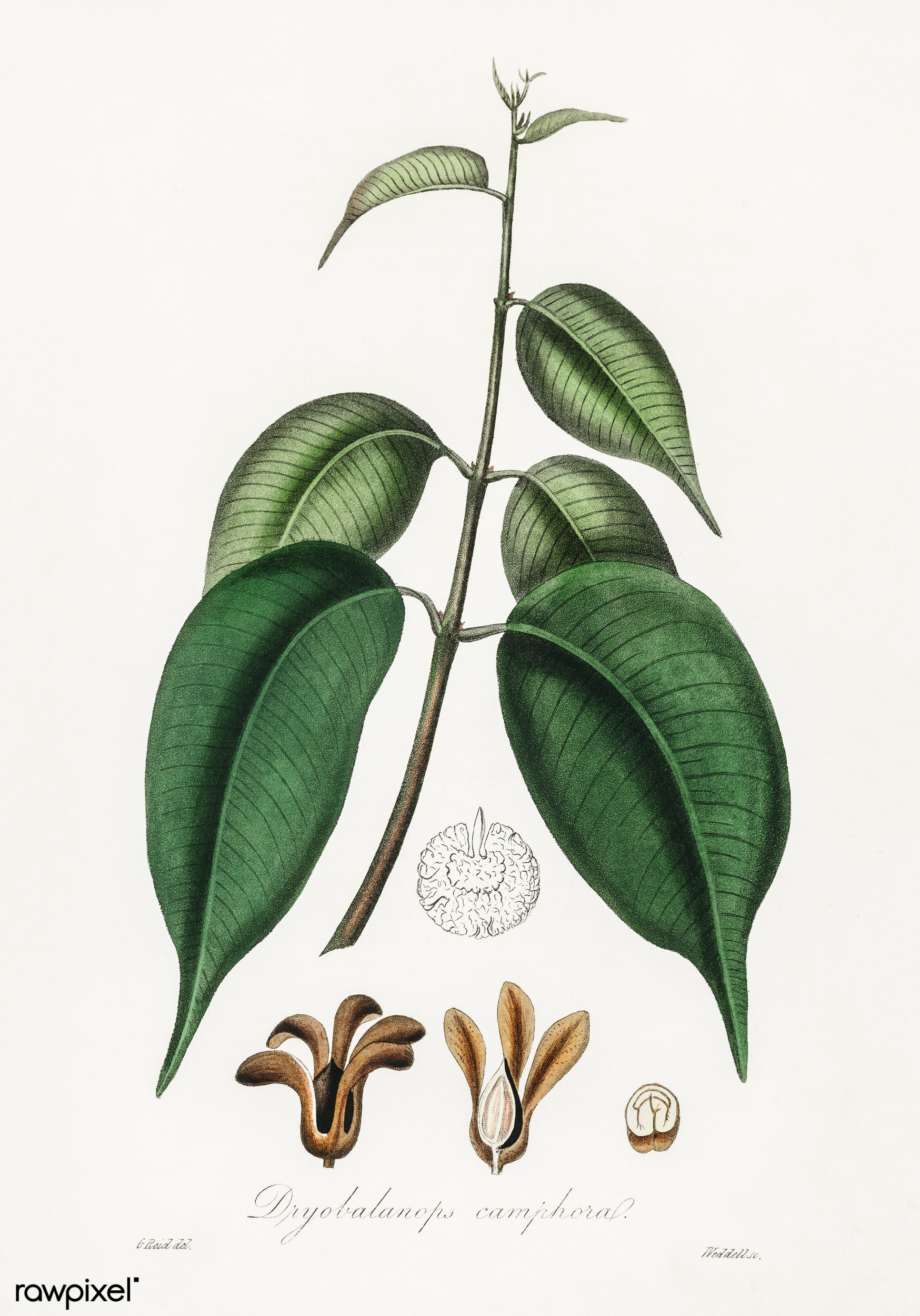
Дриобаланопс ароматный
(камфорное дерево)

Эфирома́сличные расте́ния, или Эфироно́сы, — растения, содержащие в особых клетках (эфиромасличных ходах) или в железистых волосках пахучие эфирные масла — летучие соединения, практически не растворимые в воде. Они представляют собой сложные смеси различных органических соединений: терпенов, спиртов, альдегидов, кетонов.

## История
Эфиромасличными эти растения стали называть в XIX веке, когда из них стали получать промышленные количества пахучих веществ — прежде всего эфирных масел. Используются же они не одно тысячелетие. Клеопатра применяла ароматные притирания из пахучих трав. Авиценна ценил мяту, как средство борьбы с сердечно-сосудистыми заболеваниями. Способность вырабатывать пахучие масла отмечены более чем у 3000 видов растений, относящихся к семействам зонтичных, яснотковых, рутовых, но промышленное значение имеют во всём мире около 200 видов.
Наибольшее количество эфирных масел содержится в цветках и плодах, меньше — в листьях, стеблях и подземных органах. Количество масел колеблется от едва заметных следов до 20—25 % на сухое вещество. Большинство эфиромасличных растений — до 44 % всех видов — произрастает в тропиках и субтропиках (цитрусовые, гвоздичное дерево, лавровое дерево, коричное дерево, имбирь). Имеются промышленные плантации этих культур. В зоне умеренного климата культивируют и собирают в дикорастущем виде в основном травянистые эфиромасличные — кориандр, шалфей, базилик, тмин, анис, пачули, укроп, аир. Самые ценные масла содержатся в эфиромасличных растениях семейств Имбирные, Санталовые, Лавровые, Розовые, Гераниевые, Рутовые.
Эфиромасличные растения используются в парфюмерии (розовое, жасминное, лавандовое масла), в мыловаренной, кондитерской, фармацевтической, ликёро-водочной и пищевой промышленности (вкусовые приправы и ароматизаторы).
К эфиромасличным растениям относятся большое количество лекарственных растений — эвкалипты, камфорное дерево, мята, петрушка, тимьян, розмарин, рута.